# 涂允檀
涂允檀（1897年—1976年），字梅叔，男，湖北黄陂人，中华民国外交官，中国资深国际关系和国际法专家, 曾任第二、三届全国政协委员。1918年毕业于北京大学，   后考取教育部公派留美资格， 先后在美国哥伦比亚大学、伊利诺大学求学，1926年获博士学位。

## 生平
1927-1929年 北伐国民革命军武汉警备司令部秘书长，武昌中山大学教授，任国民党第三次全国代表大会代表，武汉市政府教育局局长、社会局局长及国立武汉大学建校筹备委员等职。
中原大战后离开国民政府。
1930年任河北省立法商学院政治系主任。
1933年任北京大学讲师。
1935年获邀重回国民政府，任国民政府外交部秘书，外交部条约委员会专任委员。
1937年6月，任驻菲律宾马尼拉总领事。
1939年初回重庆。
1940年7月，任外交部条约司司长。
1940-1941年 2度兼任国家高等考试再试典试委员。
1942年，出任中华民国驻巴拿马公使兼中华民国驻洪都拉斯、哥斯达黎加、萨尔瓦多公使。1948年，调任中华民国驻缅甸大使。1950年，中华人民共和国建立伊始，他宣布接受中央人民政府领导，同年5月，中华民国政府以“叛國投匪”的罪名將他列入通緝名單。
1950年1月率使馆人员通电起义，同年夏回到北京，旋被中央人民政府任命为外交部顾问，与周鲠生、梅汝璈、陈翰生并称为国务院外事四大顾问，提供国际法，条约审核的专业分析和评估。并担任第二、三届全国政协委员。
1964年9月，因1927年国共分裂时期武汉军政府清共历史问题被关押，被长期监禁着。
1976年7月末唐山大地震后，被迁居地震棚，感染了肺炎，于8月10日辞世，终年79岁。
1979年8月9日，中央统战部、外交部在北京为涂允檀举行了骨灰安放仪式。
10月，外交部政治部发出通知，"根据我党对原国民党起义人员的一贯政策，此案(按:指涂允檀因历史问题被判刑关押一案)经统战部报经国务院批准，按起义人员对待，应予平反撤销原判，恢复其名誉"。
"中华人民共和国最高人民法院宣布撤销1966年度对涂允檀判刑的刑一字第2号判决"。至此涂允檀冤案彻底平反。

## 家庭
原配范瑞珍， 育有涂光炽，涂光涵，涂光楠三子，三子皆留学于美国，1950年代初回到大陆。 
续弦殷琰，为民国浙江省杭州高等法院院长殷汝熊幼女
长子涂光炽是中国地球化学奠基人，知名地质学岩矿科学家，中国科学院地学部主任，中科院院士。